# Hampsonodes obconica
Hampsonodes obconica är en fjärilsart som beskrevs av Druce 1908. Hampsonodes obconica ingår i släktet Hampsonodes och familjen nattflyn. Inga underarter finns listade i Catalogue of Life.